# Mnesicles equatorialis
Mnesicles equatorialis is een rechtvleugelig insect uit de familie Chorotypidae. De wetenschappelijke naam van deze soort is voor het eerst geldig gepubliceerd in 1973 door Blackith.